# Taquaral (Rincão)
Taquaral é um distrito do município brasileiro de Rincão, no interior do estado de São Paulo. Apesar de ser reconhecido pela administração municipal, ainda não está cadastrado na Divisão Territorial Brasileira do IBGE por não possuir uma representação cartográfica encaminhada à instituição pelo poder público municipal, segundo o censo demográfico de 2022.

## História

### Formação administrativa
- Distrito criado pela lei municipal nº 1.842 de 4 de agosto de 2011, que elevou o bairro Taquaral à categoria de distrito.[1]

## Geografia

### Demografia

#### População
Sua população era estimada pela prefeitura em cerca de 1 500 habitantes em 2011, estando situado na área rural do município.

### Rodovias
O principal acesso ao distrito fica no km 277 da Rodovia Eng. Thales de Lorena Peixoto Júnior (SP-318).

## Serviços públicos

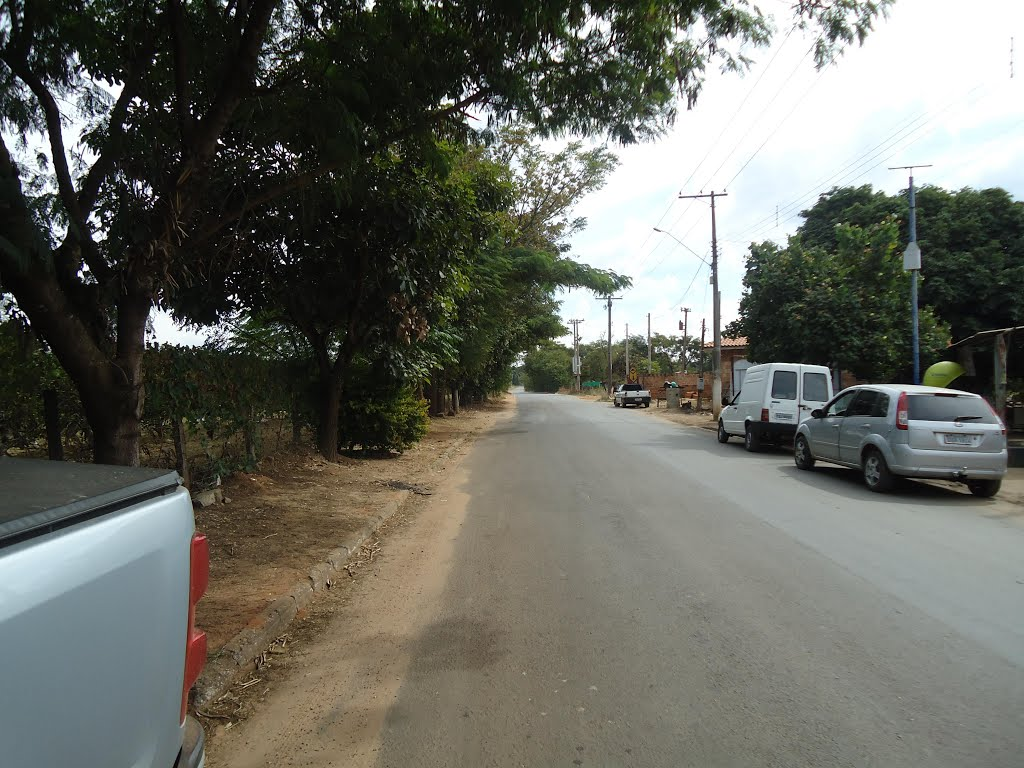
Aspecto local

### Registro civil
Feito na sede do município, pois o distrito não possui Cartório de Registro Civil das Pessoas Naturais.

### Educação
- CEMEI Augusto Costa
- EMEF Maria Ignês Menin Biffi

### Saúde
- ESF Cristina Daloya do Nascimento

### Saneamento
O serviço de abastecimento de água é feito pela Prefeitura Municipal de Rincão.

### Energia
A responsável pelo abastecimento de energia elétrica é a CPFL Paulista, distribuidora do Grupo CPFL Energia.

## Atividades econômicas
Sua economia é baseada em olarias, extração de areia e comércio, além do turismo, sendo que as águas do rio Mojiguaçu são o principal atrativo do lugar.

## Religião
O Cristianismo se faz presente no distrito da seguinte forma:

### Igreja Católica
- Igreja São Judas Tadeu - faz parte da Diocese de São Carlos[12]

### Igrejas Evangélicas
- Assembleia de Deus - O distrito possui uma congregação da Assembleia de Deus Ministério do Belém, vinculada ao Campo de Araraquara. Por essa igreja, através de um início simples, mas sob a benção de Deus, a mensagem pentecostal chegou ao Brasil. Esta mensagem originada nos céus alcançou milhares de pessoas em todo o país, fazendo da Assembleia de Deus a maior igreja evangélica do Brasil.[13][14]
- Congregação Cristã no Brasil[15]
- Igreja Pentecostal Deus é Amor